# Capayán (ort i Argentina)
Capayán är en ort i Argentina.   Den ligger i provinsen Catamarca, i den norra delen av landet, 1 000 km nordväst om huvudstaden Buenos Aires. Capayán ligger 445 meter över havet och antalet invånare är 6 358.
Terrängen runt Capayán är platt åt sydost, men åt nordväst är den kuperad. Närmaste större samhälle är Huillapima, 8,0 km nordost om Capayán.
Omgivningarna runt Capayán är i huvudsak ett öppet busklandskap. Runt Capayán är det mycket glesbefolkat, med 3 invånare per kvadratkilometer.